# Orgarswick
Orgarswick var en civil parish fram till 1934 då den blev en del av Burmarsh, i grevskapet Kent, i England. Civil parish var belägen 14 km från Ashford och hade 6 invånare år 1931.